# Regionalbahn

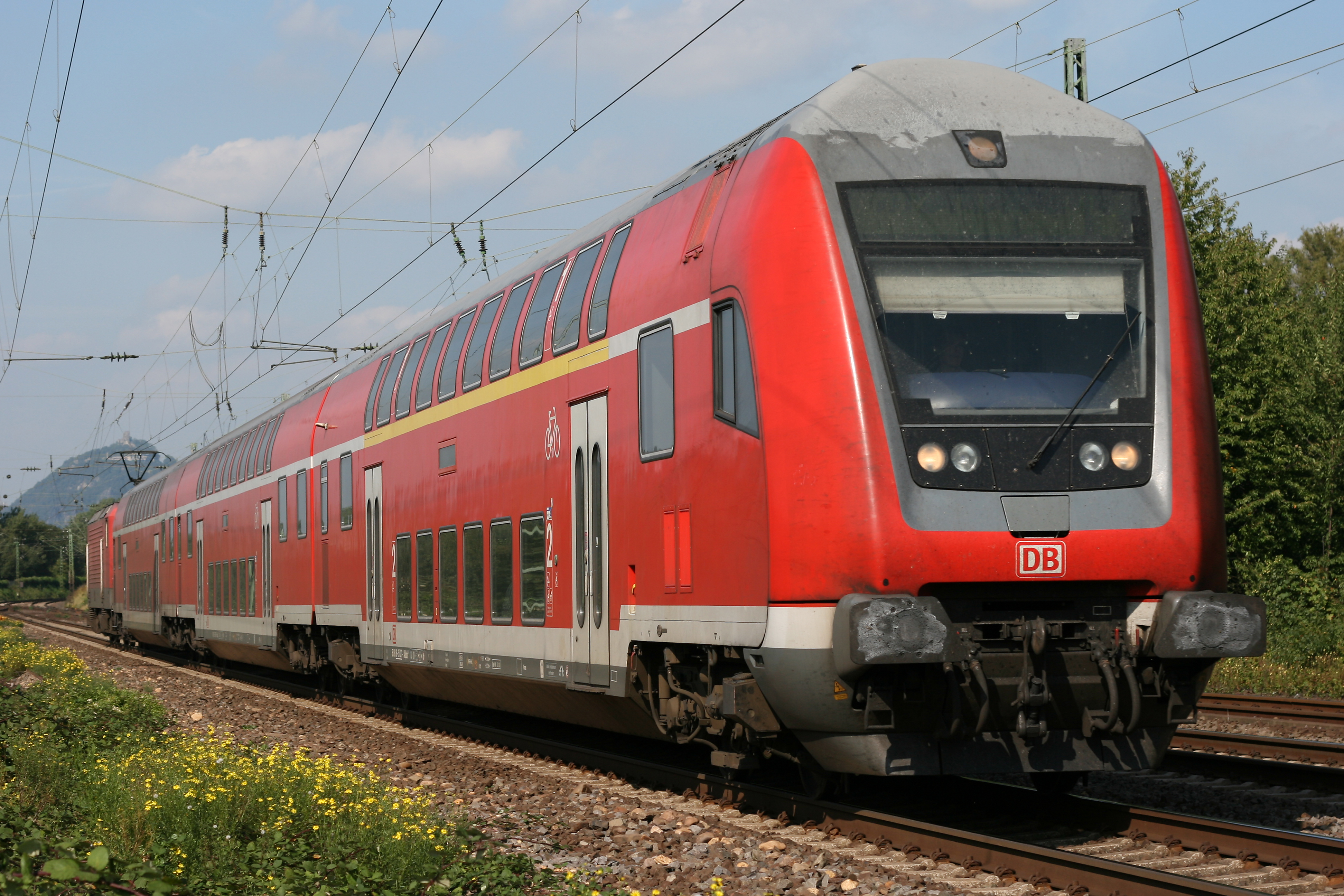
Regionalbahn (RB 27) a la línia del Rin a Unkel.

Regionalbahn (abreujat RB) és un servei de trens regionals, a Alemanya. A Àustria el seu equivalent és el Regionalzug. El mateix a Suïssa, on el terme oficial és, tanmateix, Regio, i a Luxemburg, com Regionalbunn. Per regla general efectuen parada en totes les estacions al llarg del trajecte que realitzen.

## Alemanya

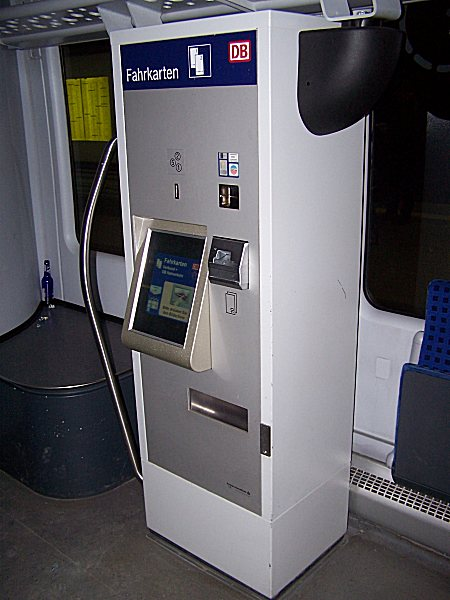
Dispensador automàtic de billets de transport.

Els Regionalbahn circulen principalment amb un interval d'un tren per hora, rara vegada un cada mitja hora o un cada dues hores. Recorren amb regularitat totes les estacions d'una línia fèrria amb freqüència en paral·lel amb la xarxa S-Bahn, que tendeixen a parar en un nombre més petit d'estacions.

### Explotació
A la majoria de les línies principals, el tràfic de Regionalbahn circula amb el suport de DB Regio, filial de Deutsche Bahn. Sobre aquestes línies ferroviàries, RB sovint circula alternant amb Regional Express (RE), que alhora, només s'atura a les estacions de més gran importància.

### Línies secundàries
A moltes línies secundàries del Regionalbahn és l'únic tràfic ferroviari existent. Els últims anys, algun nombre d'aquestes línies s'han assignat a empreses privades, ja que poden ser operades amb una relativament flota petita de vehicles. A propòsit dels reemborsaments per part d'empreses privades o de millores realitzades per DB Regio en relació amb els contractes de transport, un important creixement s'ha aconseguit gràcies a vehicles més moderns i millors serveis. Les empreses privades acostumen a fer-ho sota el seu propi nom, sense utilitzar el nom Regionalbahn. Succeeix cada vegada més sovint que Regionalbahn no s'atura sistemàticament a cad parada, o solament a petició, a través de botons habilitats a l'efecte.

### Serveis i tarifes
La venda de bitllets es realitza ja sigui a l'estació, on després caldrà validar el bitllet, o directament a bord del tren als dispensadors prevists per a aquests efectes -solament alguns trens -.

## Àustria

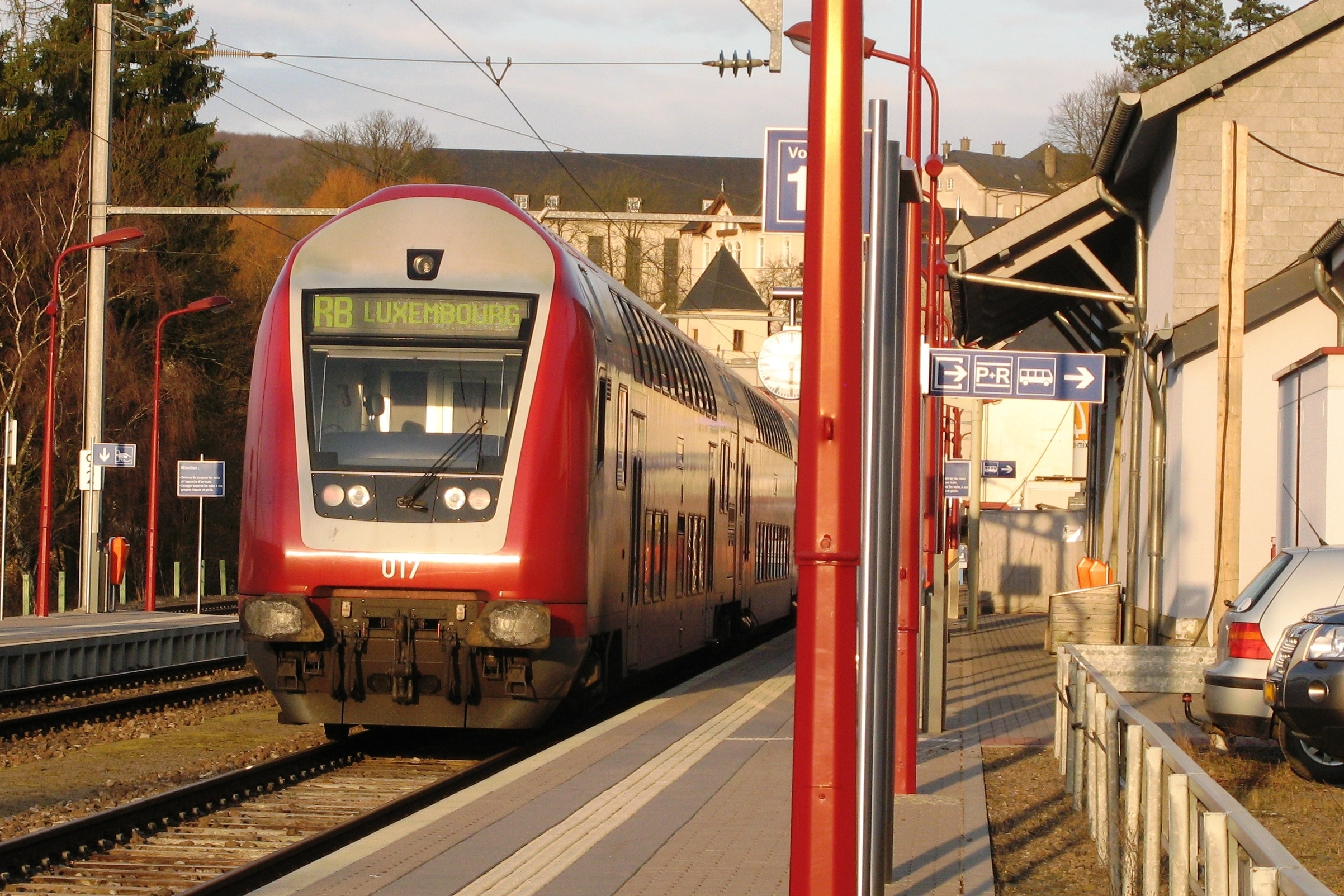
Regionalbahn a Luxemburg.

A Àustria, el Regionalzug (R) és el Regionalbahn alemany. Els trens més ràpids regionals, també aquí s'anomenen Regional Express (REX).

## Luxemburg
A Luxemburg, el Regionalbunn també correspon al Regionalbahn alemany. El trajecte en tren té un horari d'interval de cada hora, per regla general para en totes les estacions.

## Suïssa
A Suïssa, el terme Regionalzug designa els trens de passatgers que paren en totes les estacions. Després de la reforma de 2004, el terme oficial es va convertir en Regio, paraula fàcilment pronunciada a les diferents llengües que es parlen a Suïssa.